# مرکز پزشکی دانشگاه بیلور در دالاس
مرکز پزشکی دانشگاه بیلور در دالاس (به انگلیسی: Baylor University Medical Center at Dallas) بیمارستانی در کشور ایالات متحده آمریکا است که در سال ۱۹۰۳ میلادی ساخته شده و دارای ۱۰۲۵ تخت است.